# Skeatia infernalis
Skeatia infernalis là một loài tò vò trong họ Ichneumonidae.